# Patty Sahota
Pour les articles homonymes, voir Sahota.
Patty Sahota, née le 26 octobre 1969 et morte le 12 février 2024 à Merritt, est une femme politique canadienne de la Colombie-Britannique. Elle est députée provinciale libérale de la circonscription britanno-colombienne de Burnaby-Edmonds de 2001 à 2005.
Elle est ministre d'État dans le gouvernement du premier ministre Gordon Campbell de février à juin 2005.